# 소스실
소스실(Saucery)은 소스를 담당하는 중세 가정의 사무실이자 소스를 준비하는 방이었다. 소스를 만드는 사람이 이 방을 담당했다. 소스실은 주방에 종속되어 있었고, 대가족 가정에서만 별도의 사무실로 존재했다. 이 방은 향신료실, 스컬러리 등 주방의 다른 사무실과 밀접하게 연결되어 있었다. 이 용어는 오늘날 거의 사용되지 않는다.

## 같이 보기
- 조미료